# Jeletzkytes
Jeletzkytes — рід амонітів родини Scaphitidae, що існував у пізній крейді (71 — 66 млн років тому).

## Поширення
Викопні рештки представників роду знайдено в США, Канаді, Німеччині і Таджикистані.

## Види
- Jeletzkytes brevis
- Jeletzkytes compressus
- Jeletzkytes crassus
- Jeletzkytes criptonodosus
- Jeletzkytes dorfi
- Jeletzkytes furnivali
- Jeletzkytes nebrascensis
- Jeletzkytes nodosus
- Jeletzkytes spedeni